# Pastenague
 (février 2022).
Si vous disposez d'ouvrages ou d'articles de référence ou si vous connaissez des sites web de qualité traitant du thème abordé ici, merci de compléter l'article en donnant les références utiles à sa vérifiabilité et en les liant à la section « Notes et références ».
Taxons concernés
- Plusieurs genres :
- Dasyatis
- Himantura
- Taeniura
- Tilapia
- Gymnura
- Pastinachus
- Pteroplatytrygon
- Urogymnusmodifier

Pastenague (nom fém.) est un nom vernaculaire porté par plusieurs poissons différents, presque tous du genre « raie ». Comme souvent chez les poissons, un même nom peut être associé à des espèces différentes en fonction des régions ou des habitudes. Seul le nom scientifique permet de désigner avec précision une espèce particulière. Seule la Pastenague boulée n'est pas une raie. Ernest Hemingway évoque la pastenague dans son livre Le Vieil Homme et la Mer[citation nécessaire]. On retrouve aussi l'évocation de ce poisson dans le roman Vivre et laisser mourir de Ian Fleming, le créateur de James Bond[citation nécessaire].

## Liste des espèces nommées ainsi
- Pastenague violette : Pteroplatytrygon violacea.
- Pastenague à nez pointu : Himantura jenkinsii.
- Pastenague à queue épineuse : Dasyatis centroura.
- Pastenague à taches noires ou pastenague éventail : Taeniura meyeni.
- Pastenague africaine : Taeniura grabata.
- Pastenague ailée : Gymnura altavela.
- Pastenague américaine : Dasyatis americana.
- Pastenague batana : Dasyatis brevis.
- Pastenague bécune : Dasyatis geijskesi.
- Pastenague boulée : Tilapia zillii.
- Pastenague chupare : Himantura schmardae.
- Pastenague commune : Dasyatis pastinaca.
- Pastenague de Tortonese : Dasyatis tortonesei.
- Pastenague des îles : Dasyatis centroura.
- Pastenague du Pacifique : Dasyatis akajei.
- Pastenague du Pacifique : Himantura pacifica.
- Pastenague épineuse : Dasyatis centroura.
- Pastenague léopard : Himantura uarnak.
- Pastenague long nez  : Dasyatis guttata.
- Pastenague marbrée : Dasyatis marmorata.
- Pastenague marguerite : Dasyatis margarita.
- Pastenague plumetée : Pastinachus sephen (en).
- Raie pastenague à points bleus ou Pastenague queue à ruban : Taeniura lymma.
- Pastenague queue longue : Dasyatis longa.
- Pastenague sans dard : Urogymnus asperrimus.